# Alonso Abad
Alonso Abad (* 1526 in Extremadura; † 1595 in Santiago del Estero im heutigen Argentinien) war ein spanischer Konquistador. Er nahm an den Feldzügen der Spanier in Südamerika teil, gehörte zu den Eroberern der Provinz Tucumán im Nordwesten Argentiniens und trug zur Gründung der Städte Santiago del Estero, San Miguel de Tucumán und Salta bei.

## Leben
Über die Jugendzeit von Alonso Abad in Spanien ist nichts bekannt. Als junger Mann reiste er nach Südamerika, wo sein erster Aufenthalt 1548 in Cuzco im heutigen Peru bezeugt ist. Dort lernte er den Konquistador Juan Gregorio Bazán kennen und nahm im April 1548 auf der Seite königstreuer spanischer Truppen an der Schlacht von Jaquijahuana gegen Gonzalo Pizarro teil, der entscheidend geschlagen wurde. Auf Geheiß des Vizekönigs Pedro de la Gasca zog er daraufhin in der Stellung eines Hauptmanns mit dem Heer des Juan Núñez de Prado in die Provinz Tucumán, wo er 1549 ankam. Ziel war die Anlegung einer Siedlung zur Erleichterung der Verbindungen nach Chile und dem Rio de la Plata. In der Provinz Tucumán beteiligte sich Abad von 1550 bis 1552 an der dreimaligen Gründung von El Barco, da der Standort dieser Siedlung zweimal verlegt werden musste. Nach der Vertreibung von Núñez de Prado gehörte er 1553 mit Francisco de Aguirre zu den Gründern der Stadt Santiago del Estero. 1565 begleitete er Diego de Villarroel zur Gründung der Stadt San Miguel de Tucumán an der Stelle des aufgegebenen ersten Standortes von El Barco. 1569 ist ein erneuter Aufenthalt Abads in Santiago del Estero bezeugt.
Anfang 1577 zog Abad mit dem spanischen Statthalter von Tucumán, Gonzalo de Abreu y Figueroa, in den Eroberungskrieg gegen die Calchaquí, einen heute ausgestorbenen Stamm südamerikanischer Indianer. Vermutlich aus Verärgerung über Abreus Unfähigkeit und Forderungen verließ er den Statthalter wieder und kehrte mit einigen Gefährten nach Santiago del Estero zurück. Er erhielt aber laut einem Dokument vom Februar 1577 Verzeihung für seine Quittierung des königlichen Dienstes. Mit einer Verstärkung von 30 Indianern sollte er in den Krieg zurückkehren.
Im Juli 1581 berief der neue Statthalter von Tucumán, Hernando de Lerma, eine öffentliche Beratung ein, um die Einwohner von Santiago del Estero darüber zu befragen, ob die geplante Gründung einer weiteren Stadt in den Valles Calchaquíes oder im Salta-Tal erfolgen solle. Abad, der nur noch einen Arm hatte und zu diesem Zeitpunkt bereits als älterer Mann galt, nahm an der Abstimmung teil. Er sprach sich für die erstere Option aus, da die Region der Valles Calchaquíes fruchtbar sei und über Goldminen verfüge. Auch wohnten dort im Gegensatz zum Salta-Tal genügend Indianer, die in die Dienste der spanischen Eroberer gestellt werden könnten, doch müsse wegen des kriegerischen Charakters der Calchaquí mindestens eine feste Garnison von 60 Soldaten stationiert werden. Er blieb mit jenen Personen, die seine Meinung teilten, in der Minderheit, sodass die Entscheidung zugunsten der Anlage der geplanten neuen Stadt im Salta-Tal ausfiel. Dennoch beteiligte er sich mit Hernando de Lerma im folgenden Jahr an der Gründung von Salta und gehörte am 16. April 1582 zu den Unterzeichnern der Gründungsurkunde der Stadt. Im Urteil des Rats der Indios gegen Lerma (Madrid 1588) wird dieser der Misshandlung und Internierung Abads beschuldigt, um sich dessen Güter aneignen zu können.
Der Stadtrat von Santiago del Estero wählte Abad im Januar 1585 zum Generalprokurator der Stadt. Einige Monate später wurde er mit der Aufgabe der Mithilfe bei der Gründung weiterer Siedlungen betraut. Im gleichen Jahr sagte er bei der Prüfung der Verdienste von Juan Gregorio Bazán aus. Auch förderte er die Erbringung von Nachweisen für die Leistungen der Konquistadoren um die Stadt Santiago del Estero und die Eroberung des großen Gebiets der Provinz Tucumán. Abad unterschrieb eine entsprechende am 5. Oktober 1585 an den spanischen König Philipp II. gerichtete Denkschrift.
Aufgrund von Differenzen mit dem damaligen Statthalter von Tucumán, Juan Ramírez de Velasco, verließ Abad 1586 Santiago del Estero und begab sich nach Chile. Im folgenden Jahr kehrte er nach Santiago del Estero zurück und trat in seiner Eigenschaft als Generalprokurator dieser Stadt als wichtiger Zeuge in einer von seinem alten Gefährten, dem Konquistador Santos Blázquez, veranlassten Untersuchung auf. Dabei bescheinigte er, dass die Statthalter von Tucumán der Dienste der Indios der Städte Soconcho und Manogasta nicht entbehren könnten. 1590 ist er als Ratsherr von Santiago del Estero bezeugt, ein Amt, das er mehrmals innehatte. Letztmals wird er 1594 als Zeuge in einem Verfahren zur Prüfung der Verdienste des Hauptmanns Pedro González de Villarroel erwähnt. Im folgenden Jahr, 1595, starb er im Alter von 69 Jahren in Santiago del Estero.